# Distance over Time
Distance over Time je čtrnácté studiové album americké progresivní metalové skupiny Dream Theater. Vydáno bylo v únoru roku 2019. O novém albu, nástupci desky The Astonishing z ledna 2016, kapela mluvila již od roku 2017. V prosinci roku 2018 bylo oznámeno, že kapela podepsala pro své další album smlouvu s vydavatelstvím Inside Out Music. Oficiálně bylo vydání alba, tedy jeho název, oznámeno počátkem listopadu 2018, kdy byla zároveň zveřejněna krátká ukázka a jeho obal.

## Seznam skladeb
| Pořadí | Název               | Délka |
| ------ | ------------------- | ----- |
| 1.     | Untethered Angel    | 6:14  |
| 2.     | Paralyzed           | 4:17  |
| 3.     | Fall into the Light | 7:04  |
| 4.     | Barstool Warrior    | 6:43  |
| 5.     | Room 137            | 4:23  |
| 6.     | S2N                 | 6:21  |
| 7.     | At Wit's End        | 9:20  |
| 8.     | Out of Reach        | 4:04  |
| 9.     | Pale Blue Dot       | 8:25  |

Speciální verze (bonusové písně)
| Pořadí | Název      | Délka |
| ------ | ---------- | ----- |
| 10.    | Viper King | 4:00  |